# Przedmieście Piasek (Kłodzko)
Przedmieście Piasek – część miasta Kłodzko, położona w województwie dolnośląskim, w powiecie kłodzkim.